# Torovo
Torovo – wieś w Słowenii, w gminie Vodice. W 2018 roku liczyła 53 mieszkańców.